# Menard County (Texas)
Das Menard County ist ein County im Bundesstaat Texas der Vereinigten Staaten. Das U.S. Census Bureau hat bei der Volkszählung 2020 eine Einwohnerzahl von 1.962 ermittelt. Der Sitz der County-Verwaltung (County Seat) befindet sich in Menard.

## Geographie
Das County liegt nahe dem geographischen Zentrum von Texas und hat eine Fläche von 2337 Quadratkilometern, wovon 1 Quadratkilometer Wasserfläche ist. Es grenzt im Uhrzeigersinn an folgende Countys: Concho County, McCulloch County, Mason County, Kimble County und Schleicher County.

## Geschichte
Menard County wurde am 22. Januar 1858 aus Teilen des Bexar County gebildet und die Verwaltungsorganisation am 8. Mai 1871 abgeschlossen. Benannt wurde es nach Michel Branamour Menard (1803–1856), einem frankokanadischen Händler, Unterzeichner der Unabhängigkeitserklärung der Republik Texas und Abgeordneten in der State Legislature.
Drei Bauwerke und Bezirke im County sind im National Register of Historic Places („Nationales Verzeichnis historischer Orte“; NRHP) eingetragen (Stand 27. November 2021), der Fort McKavett Historic District, das Menard County Courthouse und die Site of Presidio San Luis de las Amarillas.

## Demografische Daten

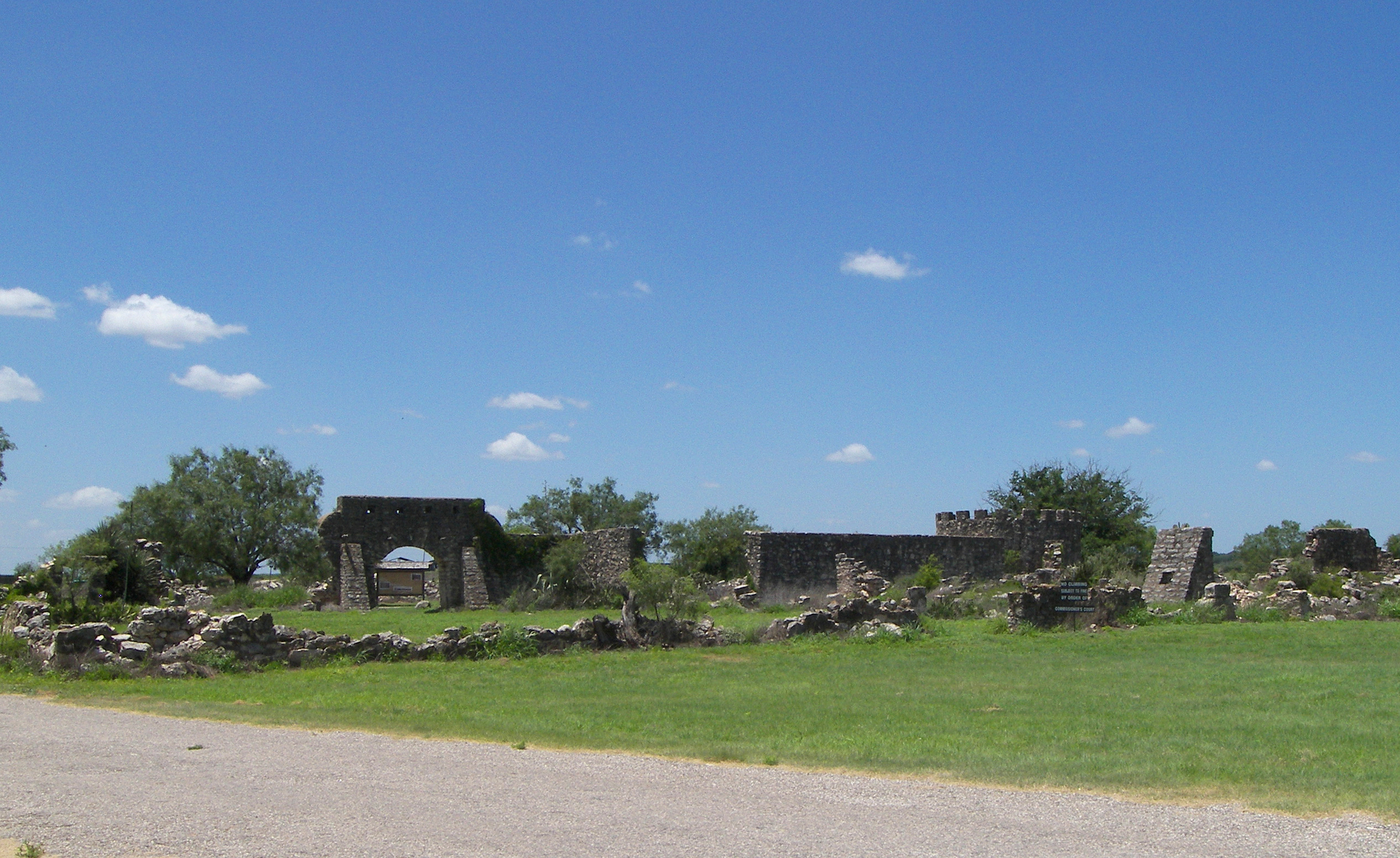
Die Ruinen von Presidio San Luis de las Amarillas, gelistet im NRHP unter der Nr. 72001369

Nach der Volkszählung im Jahr 2000 lebten im Menard County 2.360 Menschen in 990 Haushalten und 665 Familien. Die Bevölkerungsdichte betrug 1 Einwohner pro Quadratkilometer. Ethnisch betrachtet setzte sich die Bevölkerung zusammen aus 87,54 Prozent Weißen, 0,51 Prozent Afroamerikanern, 0,64 Prozent amerikanischen Ureinwohnern, 0,34 Prozent Asiaten, 0,04 Prozent Bewohnern aus dem pazifischen Inselraum und 9,79 Prozent aus anderen ethnischen Gruppen; 1,14 Prozent stammten von zwei oder mehr Ethnien ab. 31,69 Prozent der Einwohner waren spanischer oder lateinamerikanischer Abstammung.
Von den 990 Haushalten hatten 28,5 Prozent Kinder oder Jugendliche, die mit ihnen zusammen lebten. 54,0 Prozent waren verheiratete, zusammenlebende Paare 8,8 Prozent waren allein erziehende Mütter und 32,8 Prozent waren keine Familien. 30,4 Prozent waren Singlehaushalte und in 17,5 Prozent lebten Menschen im Alter von 65 Jahren oder darüber. Die durchschnittliche Haushaltsgröße betrug 2,34 und die durchschnittliche Familiengröße betrug 2,91 Personen.
24,2 Prozent der Bevölkerung waren unter 18 Jahre alt, 5,3 Prozent zwischen 18 und 24, 21,9 Prozent zwischen 25 und 44, 26,6 Prozent zwischen 45 und 64 und 21,9 Prozent waren 65 Jahre alt oder älter. Das Medianalter betrug 44 Jahre. Auf 100 weibliche Personen kamen 99,7 männliche Personen und auf 100 Frauen im Alter von 18 Jahren oder darüber kamen 93,1 Männer.
Das jährliche Durchschnittseinkommen eines Haushalts betrug 24.762 USD, das Durchschnittseinkommen einer Familie betrug 30.872 USD. Männer hatten ein Durchschnittseinkommen von 21.953 USD, Frauen 20.000 USD. Das Prokopfeinkommen betrug 15.987 USD. 20,0 Prozent der Familien und 25,8 Prozent der Einwohner lebten unterhalb der Armutsgrenze.

## Städte und Gemeinden
- Fort Mc Kavett
- Hext
- Menard

## Wichtige Highways
- U.S. Highway 83
- U.S. Highway 190
- U.S. Highway 377
- State Highway 29